# هيرميتاغ (بنسلفانيا)
هيرميتاغ (بالإنجليزية: Hermitage, Pennsylvania)‏ هي مدينة تقع في مقاطعة ميرسر (بنسلفانيا) بولاية بنسلفانيا في الولايات المتحدة. تبلغ مساحة هذه المدينة 77 (كم²)، بلغ عدد سكانها 16220 نسمة في عام 2010 حسب إحصاء مكتب تعداد الولايات المتحدة.

## الموقع الجغرافي
الموقع الجغرافي للمناطق المحيطة بهذه النقطة هو كالتالي:

## وصلات خارجية
- The US50 - Cities and Towns in Pennsylvania State